# Roger de Saint-Lary de Bellegarde
Roger de Saint-Lary de Bellegarde, francoski maršal, * ?, † 1579.
V francoskih verskih vojnah se je izkazal, tako da ga je Henrik III. Francoski povišal v maršala Francije.